# Praktischer Syllogismus
Der Praktische Syllogismus ist innerhalb der philosophischen Disziplin der Handlungstheorie ein Modell menschlichen Handelns. Er ist in Analogie zum Syllogismus innerhalb der Logik gebildet. Nach diesem Modell erfolgt eine Handlung genau dann, wenn ein bestimmtes konkretes Merkmal (hier: ‚süß’) unter einen Obersatz, d. h. ein allgemeines Urteil fällt.
In seiner einfachsten Form besteht der praktische Syllogismus aus zwei Prämissen und einer Konklusion.
|                         | Obersatz: Süßes ist zu erstreben.  |
|                         | Untersatz: Dies ist süß.           |
| praktischer Syllogismus | Konklusion: Dies ist zu erstreben. |

Dabei steht der Obersatz für ein allgemeines Urteil, der Untersatz für ein partikulares Urteil. Der Inhalt des Untersatzes ist sehr häufig aus der Wahrnehmung gewonnen.
In einer Analogie des Soziologen Gerhard Schulze besteht der praktische Syllogismus aus folgenden Komponenten:
- Wissenskomponente
- Wollenskomponente
- Handlungskomponente

Das Handeln ergibt sich aus dem Wissen und Wollen des Individuums. Beispiel:
Der Grundschüler X bekommt von seinen Eltern einen Obolus, wenn er in Mathematik gute Noten mit nach Hause bringt. Deshalb strengt er sich in Mathematik an.
- Wissen = Wenn ich gute Noten in Mathematik habe, bekomme ich von meinen Eltern Lob und Geld
- Wollen = Anerkennung durch die Eltern und Geld
- Handeln = Versuch gute Noten zu erreichen.

Der praktische Syllogismus geht der Sache nach auf Aristoteles zurück, der ihn in der Nikomachischen Ethik, Eudemischen Ethik sowie in De motu animalium verwendet. Dabei entspricht nach Aristoteles die Konklusion einer Handlung.  Auch in der Philosophie des Mittelalters u. a. bei Thomas von Aquin findet er Anwendung wie auch in der gegenwärtigen Handlungstheorie innerhalb der Analytischen Philosophie. G.E.M. Anscombe (1919–2001) verwendet den Begriff des praktischen Syllogismus in ihrer Handlungstheorie. Georg Henrik von Wright sieht im praktischen Syllogismus "das für die Humanwissenschaften typische Erklärungsmodell, mit dem er im Methodenstreit zwischen Empirismus und Hermeneutik vermitteln will."